# Тотал ТВ
Тотал ТВ (касније познат као Еон Сат) био је телекомуникациони оператор у власништву предузећа United Group. Емитује се преко Еутелсат 16А сателита (16.0Е) и има преко милион претплатника у државама бивше Југославије: Србији, Хрватској, Словенији, Црној Гори, Босни и Херцеговини и Северној Македонији. У априлу 2025. власништво над Тотал ТВ у Србији, где има највећи број претплатника, преузео је Телеком Србија.